# E-Ticket

Buchungsbestätigung der Fluggesellschaft easyJet von 2007

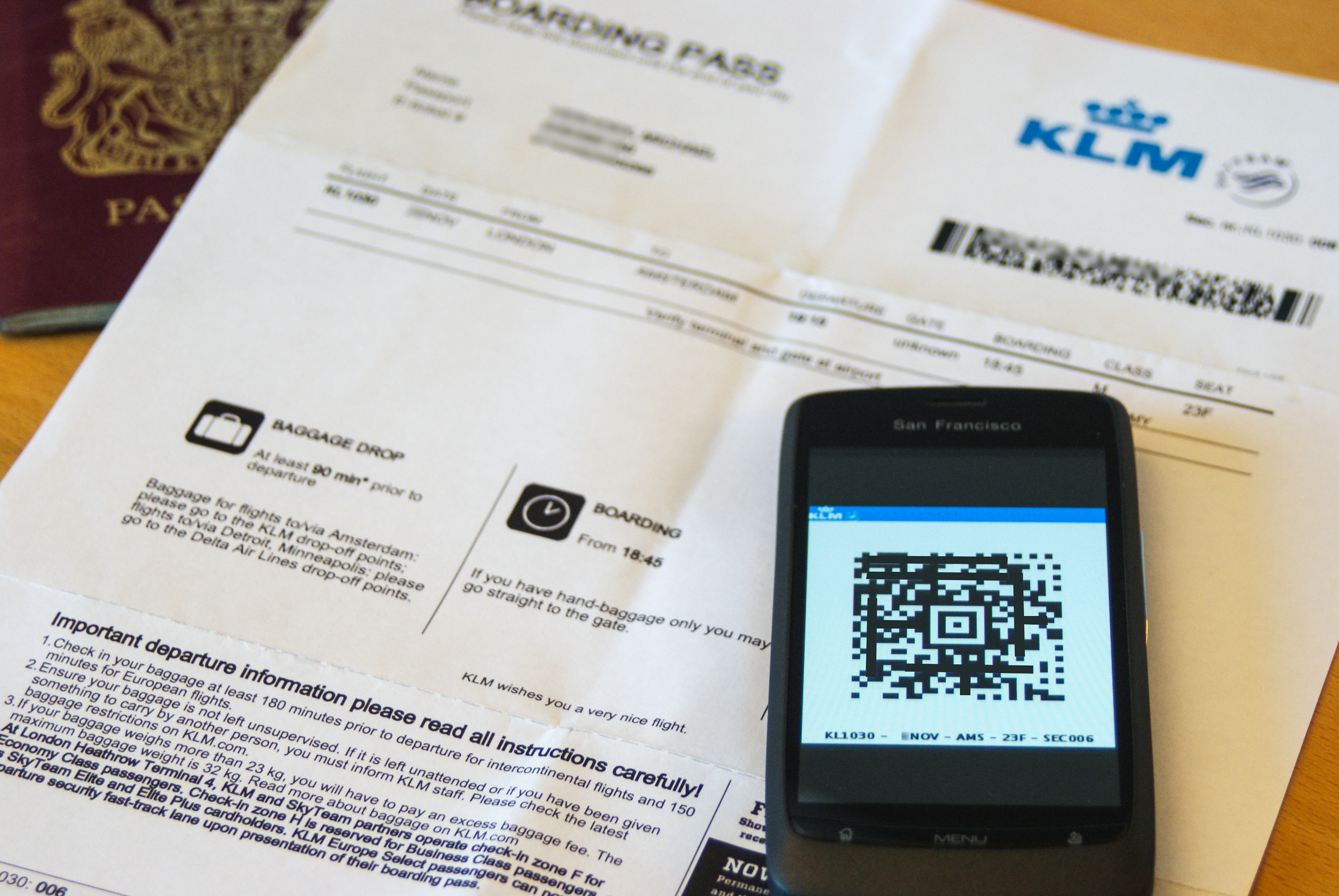
Ein Aztec-Code auf dem Mobiltelefon

Ein Elektronisches Ticket (kurz E-Ticket) ist eine Eintrittskarte, die aus digitalen Daten besteht und über die im Gegensatz zu Hardtickets keine analogen Datenträger (wie Papier oder Pappe) ausgestellt werden.

## Allgemeines
Etwa 92 Prozent aller weltweit ausgestellten Flugtickets waren nach einer Schätzung der International Air Transport Association im Dezember 2007 E-Tickets.

## Arten
Grundsätzlich sind zwei Arten von E-Tickets zu unterscheiden. Am weitesten verbreitet sind E-Tickets, die als papierloser Ersatz für eine Fahr- oder Eintrittskarte dienen, aber keine Fahr- bzw. Eintrittskarte im eigentlichen Sinn darstellen, sondern vielmehr als Buchungsbestätigung anzusehen sind. Für diese werden beim Kauf eines E-Tickets die Identität des Kunden und seine (Reise-)Daten registriert. Bei Einlösung der Buchungsbestätigung muss er seine Identität nachweisen und erhält dann die eigentliche Fahr- bzw. Eintrittskarte, die Dienstleistung oder – im Falle einer Flugbuchung – die Bordkarte ausgehändigt. Echte E-Tickets stellen demgegenüber vollwertige Fahrkarten dar.
E-Tickets im ÖPNV
Im ÖPNV kommen inzwischen echte E-Tickets zum Einsatz (siehe eTicket Deutschland). Der Fahrschein existiert hier nur noch als Datensatz, der verschlüsselt auf einer Chipkarte abgespeichert ist. Um die Echtheit eines solchen E-Tickets zu prüfen, benötigt der Kontrolleur ein elektronisches Lesegerät mit Sicherheitsmodul (Secure Application Module, SAM), das das E-Ticket entschlüsseln kann.
E-Tickets sind weitgehend fälschungssicher. In der Variante, in der das E-Ticket gegen ein Papierticket ausgetauscht wird, findet eine Überprüfung in der Datenbank des Herausgebers statt. Bei einem echten E-Ticket hingegen erschwert die elektronische Verschlüsselung eine Fälschung.
Für E-Tickets im Öffentlichen Personenverkehr gibt es einen deutschlandweiten Standard, die VDV-Kernapplikation.
E-Tickets im Luftverkehr
Es handelt sich um Flugtickets, die lediglich im Buchungssystem der Fluggesellschaft hinterlegt sind und erst beim Check-in ausgedruckt werden. Die Identitätsfeststellung des Passagiers erfolgt durch Personalausweis oder Zahlungskarten.

## Einsatzgebiete

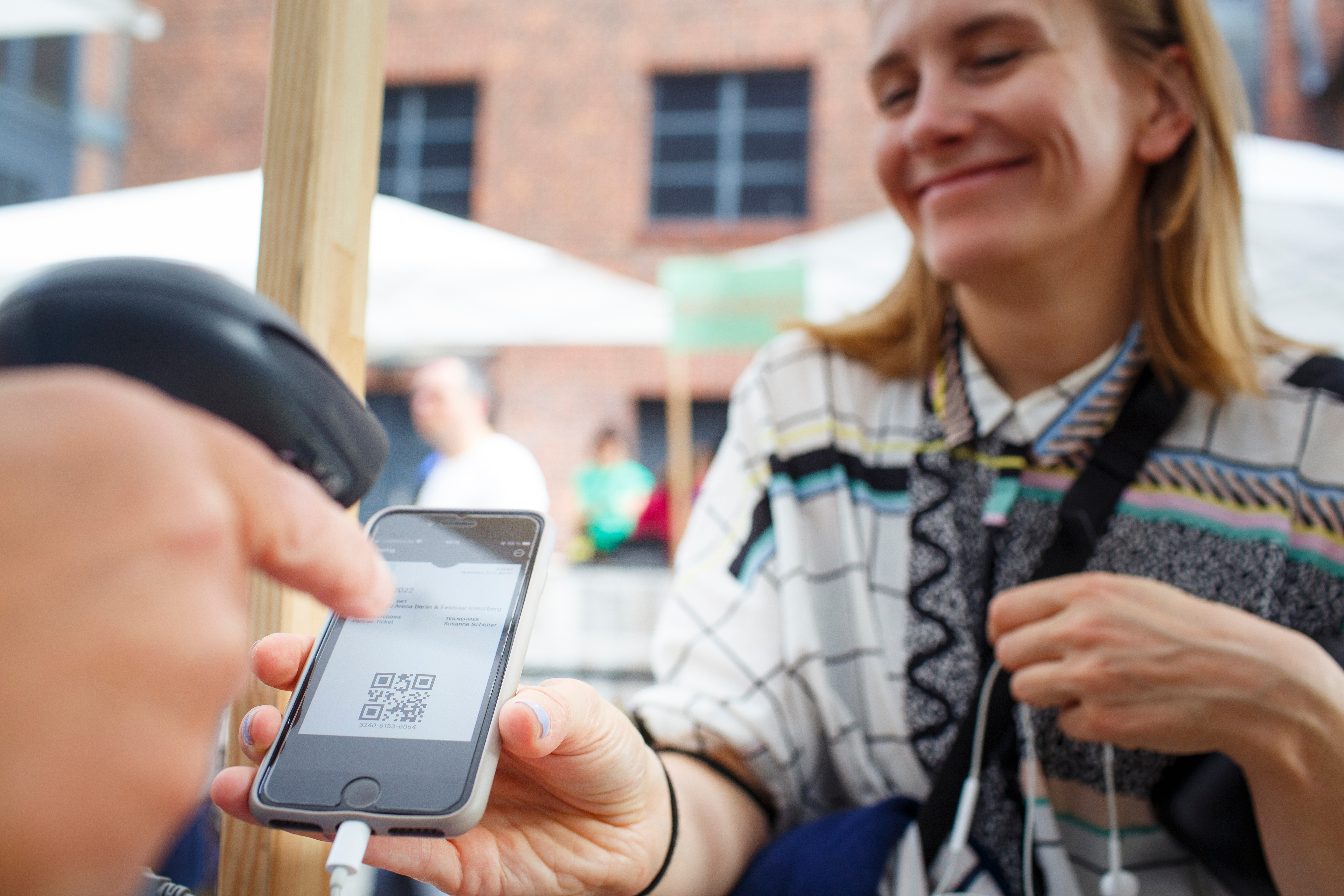
Scannen eines E-Tickets bei der re:publica 2022

E-Tickets sind am weitesten im Luftverkehr verbreitet, aber auch in allen anderen Bereichen des öffentlichen Verkehrs sowie als Eintrittskarten auf Messen und anderen Großveranstaltungen anzutreffen.
Elektronisch verschlüsselte E-Tickets kommen in Deutschland derzeit unter anderem im Verkehrsverbund Rhein-Ruhr, im Verkehrsverbund Rhein-Sieg, im Rhein-Main-Verkehrsverbund, beim KreisVerkehr Schwäbisch Hall, im Mitteldeutschen Verkehrsverbund, im Verkehrsverbund Berlin-Brandenburg, im Verkehrsverbund Großraum Nürnberg, bei den Stadtwerken Augsburg und in der Allianz Arena zum Einsatz. 

## Vorteile
Durch die digitale Erfassung der Daten können diese auch entsprechend flexibel verändert werden. Auch zeitkritische Buchungen können durch die elektronische Abwicklung beschleunigt werden. So lassen sich problemlos Last-Minute Buchungen durchführen.
Im Bereich ÖPNV muss das Ticket nicht mehr am Automaten gezogen und anschließend im jeweiligen Verkehrsmittel entwertet werden. Ticket-Erstattungen können ebenfalls wieder direkt auf das Bankkonto zurückgebucht werden, mit dem der Passagier das E-Ticket gekauft hat.

## Nachteile
Es kann manchmal zu Unlesbarkeit des elektronischen Tickets kommen. Auch können Kunden nachträglich trotz belegbarem Ticketkauf beschuldigt werden, dass dieser nicht vollständig in Ordnung war und Inkassofirmen auf sie angesetzt werden, mit dem Risiko erheblicher Nachzahlungen.